# Bonnie Watson Coleman
Bonnie Watson Coleman (Camden, 6 febbraio 1945) è una politica statunitense, membro della Camera dei Rappresentanti per lo stato del New Jersey.

## Biografia
Nata e cresciuta nel New Jersey, dopo gli studi alla Rutgers University la Watson Coleman lavorò nel settore universitario.
Entrata in politica con il Partito Democratico, nel 1998 venne eletta all'interno della legislatura statale del New Jersey, dove rimase per diciassette anni, quattro dei quali con la carica di leader di maggioranza. Nel frattempo nel 2002 fu eletta presidente del Partito Democratico del New Jersey.
Nel 2014, quando il deputato Rush D. Holt, Jr. annunciò il suo ritiro dalla Camera dei Rappresentanti, la Watson Coleman si candidò per il seggio e riuscì ad essere eletta. In questo modo Bonnie Watson Coleman divenne la prima donna afroamericana ad essere eletta al Congresso per lo Stato del New Jersey.